# Trönninge socken
Trönninge socken i Halland ingick i Tönnersjö härad, ingår sedan 1974 i Halmstads kommun i Hallands län och motsvarar från 2016 Trönninge distrikt.
Socknens areal är 12,65 kvadratkilometer, varav 12,45 land. År 2000 fanns här 1 912 invånare. Tätorten Laxvik samt tätorten Trönninge med sockenkyrkan Trönninge kyrka ligger i socknen. 

## Administrativ historik
Tönnersjö socken har medeltida ursprung.
Vid kommunreformen 1862 övergick socknens ansvar för de kyrkliga frågorna till Trönninge församling och för de borgerliga frågorna till Trönninge landskommun.  Landskommunen inkorporerades 1952 i Eldsberga landskommun som sedan 1974 uppgick i Halmstads kommun. Församlingen uppgick 2006 i Eldsbergabygdens församling som 2013 uppgick i Snöstorps församling.
1 januari 2016 inrättades distriktet Trönninge, med samma omfattning som församlingen hade 1999/2000.  
Socknen har tillhört fögderier och domsagor enligt Tönnersjö härad. De indelta båtsmännen tillhörde Södra Hallands första båtsmanskompani.

## Geografi och natur
Trönninge socken ligger sydost om Halmstad vid Laholmsbukten. Socknen består av bördig slättbygd.
Trönninge ängar är ett kommunalt naturreservat.

## Fornlämningar
Från stenåldern finns boplatser, från bronsåldern finns gravrösen. Från järnåldern finns det stora Påarps gravfält.

## Namnet
Namnet (1400-talet Trynninge) kommer från kyrkbyn. Förleden innehåller sannolikt tryne, här syftande på en udde väster om kyrkbyn. Efterleden  är inge, 'inbyggare'.

## Befolkningsutveckling
Befolkningen ökade från 432 1810 till 754 1880 varefter den tillfälligt minskade till 515 1890, efter att 4½ mantal Kistinge med 211 invånare överförts till Snöstorps socken 1887. Därefter har folkmängden ökat stadigt till 1 732 1990.
| Befolkningsutvecklingen i Trönninge socken 1769–1990                                                    | Befolkningsutvecklingen i Trönninge socken 1769–1990 | Befolkningsutvecklingen i Trönninge socken 1769–1990 | Befolkningsutvecklingen i Trönninge socken 1769–1990 | Befolkningsutvecklingen i Trönninge socken 1769–1990 |
| --- | ---------------------------------------------------- | ---------------------------------------------------- | ---------------------------------------------------- | ---------------------------------------------------- |
| |                                                      |                                                      |                                                      |                                                      |
| År |                                                      |                                                      | Folkmängd                                            |                                                      |
| 1769 | 1769                                                 |                                                      | 425                                                  |                                                      |
| 1780 | 1780                                                 |                                                      | 381                                                  |                                                      |
| 1790 | 1790                                                 |                                                      | 408                                                  |                                                      |
| 1800 | 1800                                                 |                                                      | 420                                                  |                                                      |
| 1810 | 1810                                                 |                                                      | 432                                                  |                                                      |
| 1820 | 1820                                                 |                                                      | 414                                                  |                                                      |
| 1830 | 1830                                                 |                                                      | 413                                                  |                                                      |
| 1840 | 1840                                                 |                                                      | 489                                                  |                                                      |
| 1850 | 1850                                                 |                                                      | 660                                                  |                                                      |
| 1860 | 1860                                                 |                                                      | 697                                                  |                                                      |
| 1870 | 1870                                                 |                                                      | 758                                                  |                                                      |
| 1880 | 1880                                                 |                                                      | 754                                                  |                                                      |
| 1890 | 1890                                                 |                                                      | 515                                                  |                                                      |
| 1900 | 1900                                                 |                                                      | 585                                                  |                                                      |
| 1910 | 1910                                                 |                                                      | 626                                                  |                                                      |
| 1920 | 1920                                                 |                                                      | 671                                                  |                                                      |
| 1930 | 1930                                                 |                                                      | 725                                                  |                                                      |
| 1940 | 1940                                                 |                                                      | 741                                                  |                                                      |
| 1950 | 1950                                                 |                                                      | 867                                                  |                                                      |
| 1960 | 1960                                                 |                                                      | 891                                                  |                                                      |
| 1970 | 1970                                                 |                                                      | 1 315                                                |                                                      |
| 1980 | 1980                                                 |                                                      | 1 672                                                |                                                      |
| 1990 | 1990                                                 |                                                      | 1 732                                                |                                                      |
| Anm: Källor: Umeå universitet - Tabellverket 1749-1859, Demografiska databasen, CEDAR, Umeå universitet |                                                      |                                                      |                                                      |                                                      |